# Penaty
Penaty (ryska: Пенаты) var en villa på Karelska näset i Kuokkala (nu Repino, efter Ilja Repin) där den ryska konstnären Ilja Repin bodde och arbetade i 30 år under de första decennierna av 1900-talet. Den ursprungliga byggnaden förstördes under fortsättningskriget, men byggdes om till ett museum på 1960-talet. 

## Historia
Ilja Repin köpte en liten villa i Terijokis villasamhälle 1899 i sin livskamrat Natalia Nordmanns namn. De kallade villan "Penaty" efter de forntida romerska husgudarna som kallades penater. Repin och Nordmann betraktade initialt villan som ett sommarresidens i några år, tills de flyttade permanent till Kuokkala i juli 1903.
Först var Penaty bara en liten stuga som utvidgades för att möta familjens krav. Verandan och studion slutfördes först, och 1906 utökades villan till två våningar. På övervåningen tillkom två studioöppningar i olika riktningar. sommar och vinter yxor. Tornliknande glastak tilldelades byggnaden för att ge naturligt ljus. Samtidigt renoverades villans innergård, inklusive en damm och ett plats som kallas "Homeros torg" med paviljonger. Det fanns också en annan byggnad på gården där Ilja Repins son Jurij Repin och hans familj bodde.
Natalia Nordmann avled 1914 och efterlät villa Penaty till Ryska konstakademien, men huset kunde inte tas i besittning av dem, eftersom Repin bodde där i ytterligare 16 år. 
Efter Finlands självständighet i december 1917 fortsatte Repin att bo i Kuokkala. Efter att gränsen mellan Finland och Sovjetryssland stängdes bröts Repins förhållande till den ryska kulturen ett tag, men istället blev han vän med finska konstnärer, som ofta besökte Kuokkala. Repin dog i sin villa vid 86 års ålder i september 1930 och begravdes i Penatys trädgård. Repins blygsamma grav är prydd med blommor och ett ortodoxt träkors.
Efter Repins död stannade hans äldsta dotter, Vera, kvar i huset. Efter vinterkrigets slut övergick villan till Ryska konstakademiens efterträdare, som i juni 1940 etablerade ett museum där. När fortsättningskriget bröt ut sommaren 1941 evakuerades Penatys lösa egendom till Leningrad, och senare under kriget förstördes hela villan. Efter kriget beslutades att bygga om villan helt och slutligen öppnades den för allmänheten 1962. Vissa av Penatys rum är dekorerade efter gamla fotografier och visar en mängd Repins tillhörigheter, hans arbete och skisser.